# فلج عضلانی پس از بیهوشی
فلج عضلانی پس از بیهوشی (به انگلیسی: Postoperative residual curarization) (یا به اختصار PORC) به حالتی گفته می‌شود که مقداری از فلج عضلانی ناشی از داروهای بیهوشی پس از بیهوشی عمومی در بیمار، پس از بیدار شدن از بیهوشی باقیمانده است.